# Ossaea sanguinea
Ossaea sanguinea är en tvåhjärtbladig växtart som beskrevs av Célestin Alfred Cogniaux. Ossaea sanguinea ingår i släktet Ossaea och familjen Melastomataceae. Inga underarter finns listade i Catalogue of Life.